# Clifton Hall (Cumbria)
Clifton Hall er en befæstet herregård i landsbyen Clifton, Cumbria, England. Bygningen stammer fra omkring år 1400 og blev opført af enten Elianor Engaine eller ehndes svigersøn William Wybergh, og Wybergh-familien ejede det indtil begyndelsen af 1800-tallet.
Oprindeligt havde bygningen en H-form opført okmring en central hal, men i 1500-tallet blev der tilføjet et pele tower i tre etager, der gaver ekstra sikkerhed og samtidig fungerede som statussymbol for familien. I begyndelsen af 1600-talet blev der tilføjet en ny hal i sten på sydsiden af tårnet.
Wybergh-familien formåede at holde fast på Clifton Hall på trods af udfordringer under den engelske borgerkrig, men blev involveret i jakobit-oprørerne i 1715 og 1745; i 1715 blev ejeren William Wybergh bortført af skotke soldater, og i 1745, kort inden Clifton Moor Skirmish, blev Clifton Hall besat og plyndret af oprørstropper.
I begyndelsen af 1800-tallet blev størstedelen af Clifton Hall revet ned or at gøre plads til en ny bygning, og kun pele toweret er bevaret.
Det drives i dag som turistattraktion af English Heritage.